# North Middleton, Wallington Demesne
North Middleton var en civil parish 1866–1955 när det uppgick i Wallington Demesne, i grevskapet Northumberland i England. Civil parish var belägen 13 km från Morpeth och hade 60 invånare år 1951. Det inkluderade Middleton.